# Bum Bum Club
Bum Bum Club fue un programa contenedor de televisión destinado al público infantil y familiar, que se emitía en 13 TV los sábados y domingos a las 08:45 horas. El programa se estrenó el sábado 16 de marzo de 2013, a las 10:00 horas, con dos capítulos diarios. 
Debido al desinterés de la discográfica que lo auspició y a la falta de nuevos contenidos,el espacio fue sustituido en septiembre de 2013 por un contenedor de series infantiles de Baby TV.

## Formato
Bum Bum Club fue un programa contenedor destinado al público infantil y familiar (entre cinco y diez años de edad, principalmente). En cada episodio, de 30 minutos de duración, la princesa Ary Tikky (creada originalmente por el guionista y actor Pedro Pomares) y su banda enseñaban a los niños a contar, leer, reciclar, aprender idiomas, etcétera, a través de la música y el baile. Junto a la princesa, también tenían su espacio otros rostros familiares de la televisión, como Lucrecia, y se recordaban momentos de Miliki.

## Personajes
- La princesa Ary Tikky: es una gatita y fue la voz cantante de Bum Bum Club. Originalmente creada como la princesa del País de Pequebaila y con un discurso e imagen muy diferente a la que se difundió por la televisión, mostraba a los más niños lo divertido de aprender y de crecer a través de unos hábitos saludabes.

- La Banda de Ary Tikky: está formada por Jota, Juanma, PekeIrene y Lupe; un grupo de grandes peluches (son disfraces)animados. Con sus canciones y sus bailes estimulan las capacidades psicomotrices de los niños de una forma amena para toda la familia.

- Rudy: es un ratón encargado de disparar la imaginación de cualquier niño. Su labor es enseñar a los niños a contar, leer, comunicarse y aprender a la vez que juegan.

- Martin: es el nuevo fichaje de la banda, que sabe tocar la batería, cantar y bailar. El pequeño Martin es el niño en el que se ven reflejados todos los espectadores.

## Secciones
- Miliki y las tablas de multiplicar: el programa recupera las canciones de Miliki para que los niños, al igual que en su momento hicieron sus padres, aprendan las tablas de multiplicar cantando.

- Recicla pop: este espacio está formado por cuatro personajes, cada uno identificado con un color, que enseñan a reciclar a todos los miembros de la familia. Siguiendo la línea del programa, estos cuatro muñecos cantan y bailan realizando sus ensayos en los bajos de un mercado.

- The Polyglots: son los encargados de enseñar inglés. Su misión es impedir que las letras desaparezcan del planeta enseñando el idioma de Shakespeare a través de números musicales y divertidos bailes.

- La casita de Lucrecia: dirigida por la cantante y presentadora Lucrecia, es el lugar en el que tienen cabida todos los cuentos populares y canciones que conocen todas las generaciones. Dentro de la casa se pueden reunir todos los familiares para compartir juntos un momento de tranquilidad.